# 가와이 요스케
가와이 요스케(일본어: 河井 陽介, 1989년 8월 4일 ~ )는 일본의 축구 선수이다.

## 구단 경력
그는 2012년부터 J리그의 시미즈 에스펄스, 파지아노 오카야마에서 뛰었다.